# A calzón quita'o
A calzón quitao es una telenovela venezolana producida y transmitida por RCTV entre los años 2001 y 2002. Es la historia original de Carlos Pérez. 
Fue protagonizada por Alba Roversi, Carlos Cruz, además contó con las actuaciones antagónicas de Jennifer Rodríguez, Jerónimo Gil y Nacarid Escalona.

## Sinopsis
Es la historia de Pedro Elías y Clara Ramírez de Almeida, un abogado y una periodista, quienes asfixiados por sus respectivos matrimonios, se unirán para encontrar la felicidad cumpliendo uno de sus grandes anhelos: promover un futuro de justicia y esperanza en una región agobiada por la corrupción. Ellos protagonizan esta singular historia contada con franqueza, sin tapujos y reservas, simplemente... "A Calzón Quita'o"...
Pedro Elías logró frenar el carro. Cuando él y Clara pensaban que el peligro había pasado fueron chocados por detrás por otro vehículo que no pudo detenerse. Pedro Elías se golpeó la cabeza con el volante quedando inconsciente por unos minutos. Una vez que recuperó el conocimiento, la policía detuvo a Clara por estar indocumentada y a Pedro Elías no le creyeron que era abogado. Desde la jefatura policial, Pedro Elías llamó a su esposa Aída para que se llevará su título de abogado y cuando ella se presentó en el lugar y lo encontró con otra mujer, lo que hizo fue armar un episodio de celos.
A pesar de todas las dificultades, ambos lograron salir de libertad. Clara llegó a su casa y le dijo a Paulino que nunca le iba a perdonar que la hubiesen botado del periódico por no haber entregado la entrevista a tiempo. Amílcar José y Regina aprovecharon la huida de sus padres para irse a comer en el carro de Clara. Aída llegó a su casa gritando a los cuatro vientos que se iba a divorciar de Pedro Elías por adultero y Doña Rafaela le contestó que en su familia no estaba permitido hablar de divorcios. Carmen Elena salió con Don Julio y le confesó que él era el padre de Paulino. Ella se enteró de que él no era viudo como le había hecho creer. Luego de conocer la verdad sobre su parentesco con Paulino, Don Julio se fue a su casa para hablar al respecto con su hijo Pedro Elías.

## Elenco
- Alba Roversi como Clara Inés Ramírez de Almeida.
- Carlos Cruz como Pedro Elías Ferrer.
- Jennifer Rodríguez como Cira Montoya.
- Jerónimo Gil como Paulino Almeida.
- Nacarid Escalona como Aída Berroterán de Ferrer.
- Amanda Gutiérrez como Carmen Elena Vda. de Ramírez
- Leopoldo Regnault como Don Julio Ferrer.
- Flavia Gleske como Lila "Lilita" Ramírez.
- Haydée Balza como Doña Rafaela de Ferrer.
- Eduardo Gadea Pérez como Gobernador Contreras.
- Manuel Escolano como Luis Rodríguez.
- Rosario Prieto como Doña Celeste de Contreras.
- Mariam Valero como Lola Arismendi.
- Luciano D' Alessandro como Abel Ferrer.
- Leslie Correa como Regina Ferrer.
- Alejandro Chabán como Amílcar José Almeida.
- Alex Sánchez como Alejandro Izquierdo.
- Luis Daniel Gómez como Bonifacio "Careconflé".
- Eduardo Orozco como Cabo San Román "El Chami Novio".
- César Bencid como "El Viejo Cruz".
- Malena González como Enfermera.
- Rosa Palma Miró como Natalí Estévez de Ferrer.
- Ana Beatriz Osorio como Zulaima.
- Luis Fernández como Juan Antonio Contreras.
- Marisa Román como Juliana.
- Gabriel Fernández como Máximo Villaluisa.
- Jéssica Cerezo como Carlotica.
- Dora Mazzone como Paula.
- Rodolfo Renwick como Salvatore.
- Ileana Alomá como Amarilis.
- Kristin Pardo como Gabriela.
- Jesús Cervó como Capitán Cedeño.
- Adriana Azzi como Ella Misma.
- Kathyuska Rojas como Magnolia.
- Ogladih Mayorga como Ella Misma.
- Daniel Bailer como Mogollón.
- Hilda Abrahamz - (participación especial)
- Margarita Hernández - (participación especial)
- Adriana Romero como Ella Misma.

## Libretos de escritores
- Original de: Carlos Pérez
- Libretos de: Carlos Pérez, José Pulido, Angie Caperos Otxoa, José Vicente Quintana, Francisco Boza

## Temas musicales
- A calzón quitao de Oliver - (Tema principal)
- Pueden decir de Gilberto Santa Rosa - (Tema de Clara y Pedro Elías)

- Datos: Q5654238